# Diapterna pinguis
Diapterna pinguis är en skalbaggsart som beskrevs av Samuel Stehman Haldeman 1848. Diapterna pinguis ingår i släktet Diapterna och familjen Aphodiidae. Inga underarter finns listade i Catalogue of Life.